# Club Atlético Torino
Maillots
Dernière mise à jour : 27 juin 2023.
L'Atlético Torino est un club péruvien de football basé à Talara, ville portuaire du nord du pays. Quintuple vainqueur de la Copa Perú, c'est le club le plus titré de l'épreuve.

## Histoire
Fondé en 1957 en hommage au Torino Football Club, club italien de la ville de Turin, l'Atlético Torino débute en Primera División lors de la saison 1970. Il dispute en tout dix-neuf saisons au sein de l'élite.
Son meilleur résultat en championnat est une deuxième place, obtenue en 1980 derrière le Sporting Cristal. Cette performance lui permet de participer pour la première (et seule) fois à la Copa Libertadores 1981, dans le groupe 5, en compagnie de deux clubs chiliens, l'Universidad de Chile et Cobreloa et du Sporting Cristal, club dont il était le dauphin. Sa campagne ne reste pas dans les annales puisqu'il perd cinq matchs sur six (avec un match nul contre Cobreloa au Stade National de Lima) et encaisse 16 buts contre seulement 4 buts marqués. En outre, il finira par descendre à la fin de la saison.
La dernière saison du Taladro Norteño en première division remonte à 1997. Après huit années passées en deuxième division (depuis 2009), le club traverse une grave crise économique et finit par être relégué en Copa Perú à l'issue de l'exercice 2016 du championnat de D2.

## Résultats sportifs

### Palmarès
| Compétitions nationales                                                                                      | Compétitions régionales |
| - Championnat du Pérou : - Finaliste : 1980. - Copa Perú (5) : - Vainqueur : 1970, 1975, 1977, 1982 et 1994. | - Championnat du Nord (1) : - Vainqueur : 1984. - Ligue de la région de Piura (7) : - Vainqueur : 1969, 1975, 1977, 1994, 2008, 2018 et 2022. |

### Bilan et records
- Saisons au sein du championnat du Pérou : 19 (1970-1973 / 1978-1981 / 1983-1987 / 1989-1991 / 1995-1997).
- Saisons au sein du championnat du Pérou D2 : 8 (2009-2016).
- Participations en compétitions internationales : 1.
  - Copa Libertadores : 1er tour en 1981.
- Plus large victoire obtenue en compétition officielle : 
  - Atlético Torino 11:0 Higos Urcos de Chachapoyas (Copa Perú 2008)[7].
- Plus large défaite concédée en compétition officielle : 
  - Universitario de Deportes 9:0 Atlético Torino (championnat 1970).

## Structures du club

### Stade
L'Estadio Campeonísimo de Talara, inauguré en 1977, accueille les rencontres de l'Atlético Torino. Il a une capacité de 8 000 spectateurs. Cependant, à plusieurs reprises, les Talareños ont dû quitter leur enceinte pour jouer dans d'autres stades tels l'Estadio Wigberto Herrera de Negritos ou encore l'Estadio Campeones del 36 à Sullana.

## Personnalités historiques de l'Atlético Torino

### Joueurs

#### Anciens joueurs
- Rodulfo Manzo
- Francisco Montero Chunga, co-meilleur buteur du championnat 1984 (13 buts)
- Juan Seminario
- José Zapata Guzmán

#### Effectif actuel (2023)
Source consultée : Transfermarkt.fr
| N° | Nat.             | Poste | Nom du joueur        |
| -- | ---------------- | ----- | -------------------- |
|    | Drapeau du Pérou | G     | Nils Alania          |
|    | Drapeau du Pérou | D     | Henderson Monasterio |
|    | Drapeau du Pérou | D     | Charles Quinto       |
|    | Drapeau du Pérou | M     | Edson Panda          |
|    | Drapeau du Pérou | M     | Bregsie López        |
|    | Drapeau du Pérou | M     | Wilson Ccorimanya    |

| No. | Nat.             | Position | Nom du joueur           |
| --- | ---------------- | -------- | ----------------------- |
|     | Drapeau du Pérou | M        | Elmer Luis Celi Moreyra |
|     | Drapeau du Pérou | A        | Alexander Guadalupe     |
|     | Drapeau du Pérou | A        | César Flores            |
|     | Drapeau du Pérou | A        | Raúl Cunya              |
|     | Drapeau du Pérou | A        | Gerson Quevedo          |
|     | Drapeau du Pérou |          | Joshi Shimokawa         |

### Entraîneurs

#### Entraîneurs marquants
Ci-joint les entraîneurs ayant remporté un titre avec l'Atlético Torino :
- César Cubilla, vainqueur de la Copa Perú en 1970[10].
- Carlos Bustinza, double vainqueur de la Copa Perú en 1975 et 1977[11].
- Moisés Barack, vainqueur de la Copa Perú en 1982[11].
- Diego Agurto, vice-champion du Pérou en 1980 et vainqueur de la Copa Perú en 1994[12],[13].

#### Liste des entraîneurs
| - César Cubilla (1970) - Diego Agurto (1971) - Juan Seminario (entraîneur-joueur) (1972) - Juan Honores (1973) - Carlos Bustinza (1975-1977) - Roberto "Tito" Drago Burga (1978) - Diego Agurto (1978) - Eloy Campos (1979) - Moisés Barack (1979) - Diego Agurto (1980-1981) - Moisés Barack (1982-1983) - Sabino Bártoli (1986) - Diego Agurto (1994-1995) - Rufino Bernales (1995) - José Carlos Amaral (1995) | - Percy Maldonado (1995) - César Cubilla (1996) - Antonio Carlos Vieira "Toninho" (1997) - Freddy Bustamante (1997) - Willy Laya (1997) - Percy Maldonado (1998) - Segundo Cruz (1999) - José Ramírez Cubas (2007) - Jorge Zúñiga (2008) - Percy Maldonado (2009) - Roberto Chale (2010) - Alberto Ramírez (2010) - Percy Maldonado (2010) - Segundo Gonzales (2011-2013) - Juan Carlos Bazalar (2014) - Jorge Ágapo Gonzales (2014) | - Francisco Montero (2014) - Segundo Gonzales (2015) - Carlos Cortijo (2016) - Juan Pajuelo (2016) - Percy Maldonado (2016) - Fidel Suárez (intérim) (2016) - Matías Tatángelo (2017) - Alberto Ramírez (intérim) (2017) - Godofredo Reyes (2018) - Willy Laya (2018) - Marcial Salazar / Manuel Riofrío (2018) - Godofredo Reyes (2020) - Jorge Ágapo Gonzales (2022) - Segundo Gonzales (2023-) |

## Culture populaire

### Surnoms et supporters
Surnommé El Rey de Copas (« le Roi des coupes »), en raison de ses cinq succès en Copa Perú qui en font le club le plus titré de l'épreuve, l'Atlético Torino est surtout connu sous l'appellation de El Taladro norteño (« la perceuse du Nord »).
Ses supporteurs sont organisés au sein d'une barra brava, la Barra Arriba Torino.

### Rivalités
L'Atlético Torino entretient des rivalités régionales avec les deux autres clubs importants de Piura : l'Atlético Grau et l'Alianza Atlético Sullana. Il dispute aussi un derby avec le Sport Chorrillos, club provenant également de Talara.
En décembre 2015, apparaît l'Asociación Torino Fútbol Club, un club ayant dans ses débuts une certaine filiation avec l'Atlético Torino, mais qui par la suite est devenu un rival local. D'ailleurs, ils se sont affrontés lors de l'étape départementale de la Copa Perú 2018.